# Grünau (Namibia)
Die Siedlung Grünau liegt am Gamchab-Fluss im Wahlkreis Karasburg-West, einer trockenen Region im Süden von Namibia. Grünau kann als Ausgangspunkt für Ausflüge zum Fish-River-Canyon, nach Ai-Ais, in die Karasberge, zum Wildpark Naute-Damm und nach Warmbad dienen.
Grünau erhielt seinen Namen durch die umliegende Landschaft, welche sich bei Regenzeit als saftig grüne Graslandschaft darbietet. Hier begann vor 100 Jahren der Aufstand der Nama, als ihr Kaptein Hendrik Witbooi die Fronten wechselte und gegen seine bisherigen Verbündeten, die deutschen Kolonialherren, zu kämpfen begann.

## Geographie

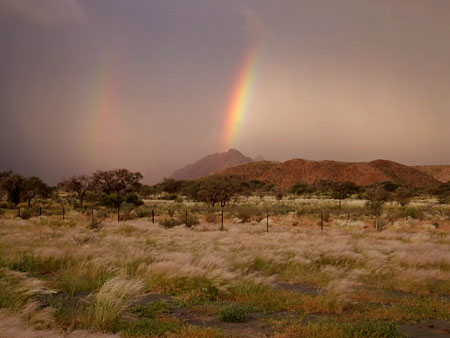
Die Hügellandschaft um Grünau wirkt während der Regenzeit sehr fruchtbar

Innerhalb des Dorfes sind vor dem Postamt einige schöne Köcherbäume anzutreffen. Auch werden im Garten der Grundschule zahlreiche lokale Pflanzenarten gezüchtet.
Im Osten, Westen und Süden liegt ein großes sedimentgefülltes Becken, in dem nur sehr wenig Vegetation zu finden ist, wohl auch wegen der Überweidung durch Karakulschafe, die trotz der geringen Niederschläge existieren können. Die Sedimentböden gehören aber zu den fruchtbareren Flächen in Namibia. Nach Norden erstrecken sich niedrige Geröllhügel, die eine reiche Artenvielfalt sukkulenter Pflanzen beherbergen, etwa Aloen, dickstämmige Zwergbäume und Eisblumen. Die Hügel sind auch wegen der Geröllbedeckung, die die Verdunstung erschwert, bevorzugt. In der Region sind rund 89 Säugetierarten bekannt, dazu zahlreiche Schildkröten und Echsen.
Das Klima in Grünau ist für namibische Verhältnisse außergewöhnlich kalt. Da Grünau im südlichen Winterregengebiet liegt, ist es schon vorgekommen, dass es auf den Hügeln geschneit hat. Der Himmel ist aber sehr selten bewölkt, und die Nächte sind sehr klar und wegen der niedrigen Bevölkerungsdichte kaum von künstlichen Lichtquellen oder Staubpartikeln gestört. Etwas abseits der Straße herrschen daher ideale Bedingungen für Astronomie.

## Klima
|                       | Jan | Feb | Mär | Apr | Mai | Jun | Jul | Aug | Sep | Okt | Nov | Dez |   |      |
| Mittl. Tagesmax. (°C) | 46  | 42  | 38  | 32  | 25  | 20  | 20  | 24  | 32  | 40  | 44  | 43  | ⌀ | 33,8 |
| Mittl. Tagesmin. (°C) | 19  | 18  | 17  | 14  | 8   | 5   | 4   | 6   | 9   | 11  | 15  | 18  | ⌀ | 12   |
|                       |     |     |     |     |     |     |     |     |     |     |     |     |   |      |
| Niederschlag (mm)     | 29  | 41  | 39  | 14  | 3   | 7   | 6   | 5   | 4   | 3   | 7   | 22  | Σ | 180  |

| 19 |

| 18 |

| 17 |

| 14 |

| 8 |

| 5 |

| 4 |

| 6 |

| 9 |

| 11 |

| 15 |

| 18 |

| 19 |

| 18 |

| 17 |

| 14 |

| 8 |

| 5 |

| 4 |

| 6 |

| 9 |

| 11 |

| 15 |

| 18 |

| N i e d e r s c h l a g | 29  | 41  | 39  | 14  | 3   | 7   | 6   | 5   | 4   | 3   | 7   | 22  |
|                         | Jan | Feb | Mär | Apr | Mai | Jun | Jul | Aug | Sep | Okt | Nov | Dez |

## Bevölkerung
Der Ort selbst hat nur rund 400 Einwohner, hauptsächlich Nama und Afrikaaner. Mit Umland zählt die Gemeinde jedoch etwa 2.500 Menschen, da die Region, wie im Süden des Landes typisch, durch vereinzelte Farmen und Lodges geprägt ist. Deutschnamibier sind in Grünau kaum anzutreffen, die vorherrschenden Sprachen sind Afrikaans und Nama, wobei die lokale staatliche Schule per Gesetz in der Amtssprache Englisch unterrichtet.

## Wirtschaft und Infrastruktur
Die wirtschaftliche Bedeutung von Grünau als Landwirtschaftszentrum hat in dem Maße, in dem der Transport von der Schiene auf die Straße verlegt wurde, abgenommen, während die als Verkehrsknotenpunkt zunahm: In Grünau treffen sich die Straßen nach Kapstadt, Johannesburg, Windhoek und dem Norden Namibias und Lüderitz an der Küste. Der nächstgelegene Ort im Osten, Karasburg, liegt 60 Kilometer entfernt, im Süden Noordoewer 108 km, im Westen Ai-Ais 105 km und im Norden Keetmanshoop, 120 Kilometer.
Die Region um das heutige Grünau erhielt im Jahr 1909 eine Anbindung an die Eisenbahn. Nach der Anbindung des äußersten Südens des heutigen Namibia an das koloniale Schienennetz der Reichsregierung wurde die Siedlung Grünau von deutschstämmigen Siedlern an einer Eisenbahn-Schnittstelle nach Südafrika gegründet.
Dadurch halten nicht nur zahlreiche Busse an der Grünauer Raststation, sondern auch die LKWs und Touristen, die die Sehenswürdigkeiten des Südens besuchen. Unter anderem befindet sich im Ort auch die Straßenmeisterei für die Straßen im weiten Umkreis. Gegenüber der Raststation verkaufen lokale Künstler und Handwerker ihre Produkte in Zelten. Eine Wolfram-Lagerstätte in den Karas-Bergen wird derzeit nicht ausgebeutet.
2009 wurde die Region Grünau von einer schweren Heuschreckenplage heimgesucht. Zwei Jahre später konnte dasselbe durch ein frühes Eingreifen erfolgreich verhindert werden.

### Öffentliche Einrichtungen
Es gibt neben dem Village Council einige kleinere Geschäfte und Lokale, neben der Raststation mit Tankstelle mehrere touristische Unterkünfte und ein Postamt. Ein Kindergarten wird von der römisch-katholischen Kirche betreut, während das Schülerheim für die lokale Schule, der „Geduld Primary School“ und ein angeschlossener Spielplatz von der evangelisch-lutherischen Kirche (ELCRN) betreut wird.
Seit August 2021 befindet sich in der Siedlung eine mobile Klinik.

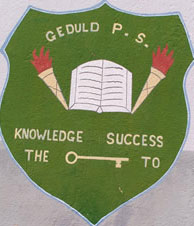
Das Wappen der „Geduld Primary School“ von Grünau
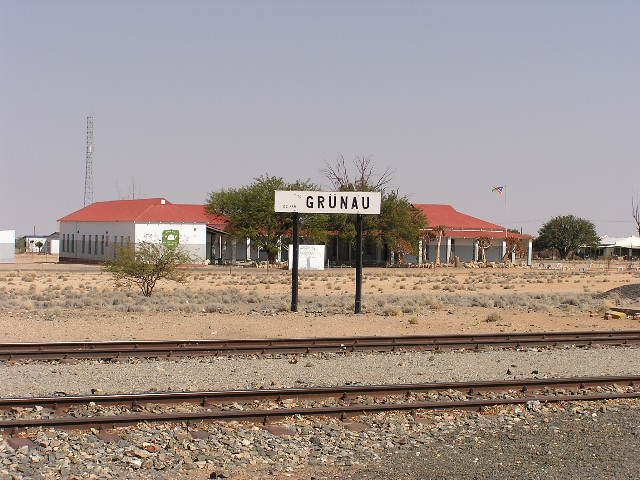
Bahnhof Grünau
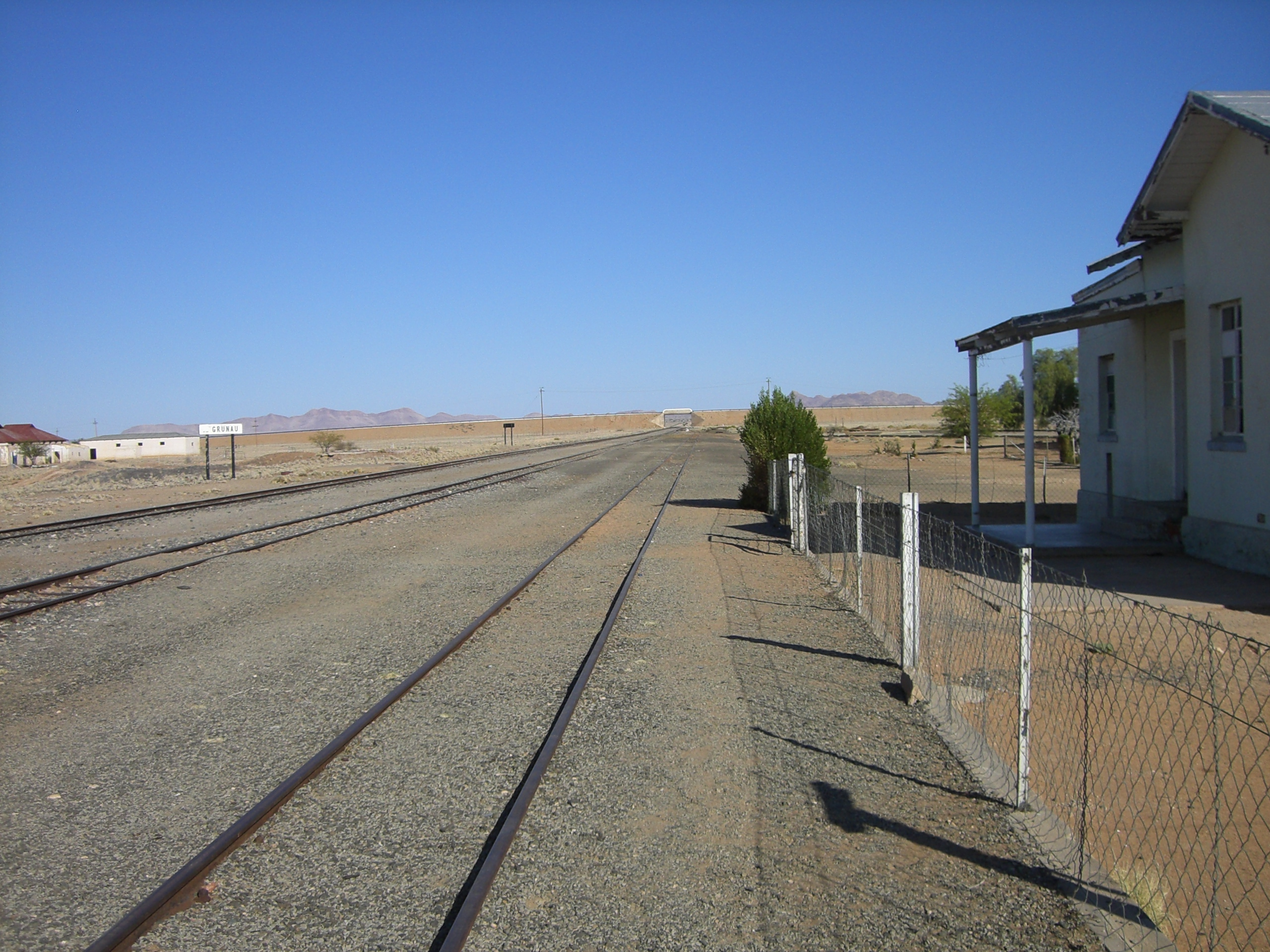
Bahnhof Grünau
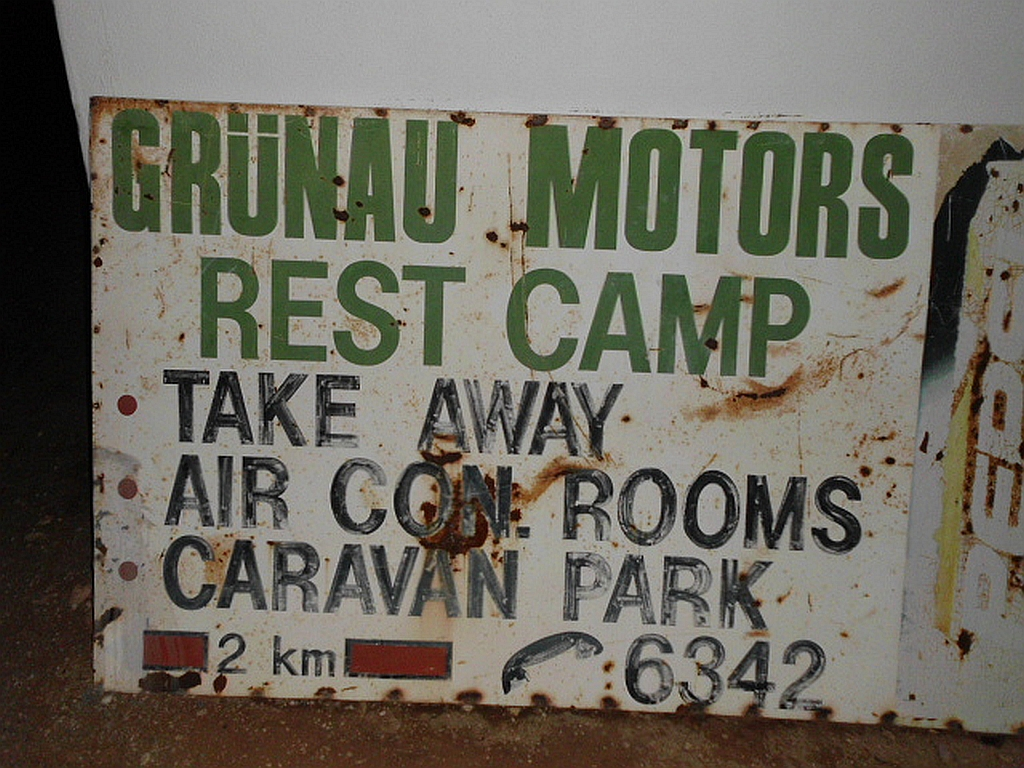
Ausgedientes Hinweisschild des Grünau Motors Rest Camp (2012)